# Xã Leoti, Quận Wichita, Kansas
Xã Leoti (tiếng Anh: Leoti Township) là một xã thuộc quận Wichita, tiểu bang Kansas, Hoa Kỳ. Năm 2010, dân số của xã này là 2.234 người.